# Dodge T-Rex
De Dodge T-Rex was een conceptauto van het AmerikaanseChrysler uit 1997. Uiterlijk was het in feite een Dodge Ram met het opvallende verschil dat de auto een dubbele achteras had. Alle zes wielen werden ook aangedreven. Dat leverde een laadvermogen van 2,3 ton op voor de 2,6 meter lange laadbak van de pick-up. Verder is de T-Rex ook in staat 11,8 ton voort te trekken.